# Pristiphora leucopodia
Pristiphora leucopodia är en stekelart som först beskrevs av Hartig 1837.  Pristiphora leucopodia ingår i släktet Pristiphora, och familjen bladsteklar. Arten är reproducerande i Sverige.